# Matilde Elena López

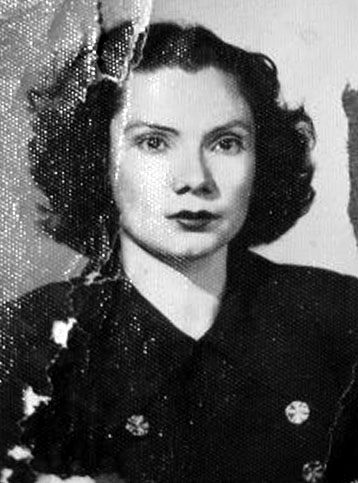
Matilde Elena López

Matilde Elena López (San Salvador, 20 februari 1919 - aldaar, 11 maart 2010) was een Salvadoraanse dichter, essayiste, dramaturge en critica. Ze is vooral bekend vanwege haar werken Masferrer, alto pensador de Centro América, Cartas a Grosa en La balada de Anastasio Aquino.
In de jaren 1940 was ze lid van de Liga van anti-fascistische schrijvers, een groep jonge schrijvers met linkse ideeën. In april 1944 nam ze deel aan de volksbeweging die gericht was op het omverwerpen van de regering van dictator Maximiliano Hernández Martínez. López studeerde aan de Universidad de San Carlos de Guatemala ("universiteit van San Carlos de Guatemala") en aan de Universidad Central del Ecuador, waar ze een doctoraat in de filosofie behaalde.
In 1958 werd ze hoogleraar, directrice van de afdeling Letteren en vice-decaan van de afdeling humaniora aan de Universiteit van El Salvador (UES). Ze gaf ook les aan de Universidad Centroamericana "José Simeón Cañas". Haar toneelstuk The Ballad of Anastasio Aquino uit 1978 was opgedragen aan de Salvadoraanse leider Anastasio Aquino.

## Belangrijkste werken
- Masferrer, alto pensador de Centroamérica (essay, 1954),
- Interpretación social del arte (essay, 1965),
- Dante, poeta y ciudadano del futuro (essay, 1965),
- Estudio-prólogo a las Obras escogidas de Alberto Masferrer (1971),
- Estudio-prólogo a las Obras escogidas de Claudia Lars (1973),
- Estudios sobre poesía (essay, 1973),
- La balada de Anastasio Aquino (play, 1978),
- Los sollozos oscuros (poetry, 1982),
- El verbo amar (poetry, 1997)
- Ensayos literarios (1998).